# O! Kipros!
O! Kipros! (sv. Åh! Cypern!) är den cypriotiska artisten Anna Vissis album som kom ut år 1991.

## Låtlista
1. To Giasemi
2. To Tragoudi Tou Gamou
3. Agapisa Ton Pou Karkias
4. Pintri Vasilitza Mou
5. H Vraka
6. Roulla Mou Maroulla Mou
7. Tessera Tziai Tessera
8. I Tillirkotissa
9. To Tertin Tis Kartoullas Mou
10. Eikosi Xronia